# Liste des chefs d'État du Chili
Cet article établit la liste des présidents du Chili depuis son indépendance.

## Liste
| No   | Portrait | Nom                                         | Élection    | Début du mandat   | Fin du mandat      |
| ---- | -------- | ------------------------------------------- | ----------- | ----------------- | ------------------ |
| 1    |          | Manuel Blanco Encalada (1790-1876)          | 1826        | 9 juillet 1826    | 9 septembre 1826   |
| 2    |          | Agustín Eyzaguirre (1768-1837)              | –           | 9 septembre 1826  | 25 janvier 1827    |
| 3    |          | Ramón Freire (1787-1851)                    | 1827        | 25 janvier 1827   | 8 mai 1827         |
| 4    |          | Francisco Antonio Pinto (1785-1858)         | –           | 8 mai 1827        | 24 décembre 1829   |
| –    |          | José Tomás Ovalle (1787-1831)               | Intérim     | 24 décembre 1829  | 18 février 1830    |
| –    |          | Francisco Ruiz-Tagle (1790-1860)            | Intérim     | 18 février 1830   | 31 mars 1830       |
| –    |          | José Tomás Ovalle (1787-1831)               | Intérim     | 1er avril 1830    | 8 mars 1831        |
| –    |          | Fernando Errázuriz Aldunate (1777-1841)     | Intérim     | 8 mars 1831       | 18 septembre 1831  |
| 5    |          | José Joaquín Prieto (1786-1854)             | 1831 1836   | 18 septembre 1831 | 18 septembre 1841  |
| 6    |          | Manuel Bulnes (1799-1866)                   | 1841 1846   | 18 septembre 1841 | 18 septembre 1851  |
| 7    |          | Manuel Montt (1809-1890)                    | 1851 1856   | 18 septembre 1851 | 18 septembre 1861  |
| 8 \| |          | José Joaquín Pérez (1801-1889)              | 1861 1866   | 18 septembre 1861 | 18 septembre 1871  |
| 9    |          | Federico Errázuriz Zañartu (1825-1877)      | 1871        | 18 septembre 1871 | 18 septembre 1876  |
| 10   |          | Aníbal Pinto Garmendia (1825-1884)          | 1876        | 18 septembre 1876 | 18 septembre 1881  |
| 11   |          | Domingo Santa María (1825-1889)             | 1881        | 18 septembre 1881 | 18 septembre 1886  |
| 12   |          | José Manuel Balmaceda Fernández (1840-1891) | 1886        | 18 septembre 1886 | 31 août 1891       |
| 13   |          | Jorge Montt (1845-1922)                     | 1891        | 31 août 1891      | 18 septembre 1896  |
| 14   |          | Federico Errázuriz Echaurren (1850-1901)    | 1896        | 31 août 1896      | 12 juillet 1901 †  |
| –    |          | Aníbal Zañartu (1847-1902)                  | Intérim     | 12 juillet 1901   | 18 septembre 1901  |
| 15   |          | Germán Riesco (1854-1916)                   | 1901        | 18 septembre 1901 | 18 septembre 1906  |
| 16   |          | Pedro Montt (1849-1910)                     | 1906        | 18 septembre 1906 | 16 août 1910 †     |
| –    |          | Elías Fernández (1845-1910)                 | Intérim     | 16 août 1910      | 6 septembre 1910 † |
| –    |          | Emiliano Figueroa (1866-1931)               | Intérim     | 6 septembre 1910  | 23 décembre 1910   |
| 17   |          | Ramón Barros Luco (1835-1919)               | 1910        | 23 décembre 1910  | 23 décembre 1915   |
| 18   |          | Juan Luis Sanfuentes (1858-1930)            | 1915        | 23 décembre 1915  | 23 décembre 1920   |
| 19   |          | Arturo Alessandri Palma (1868-1950)         | 1920        | 23 décembre 1920  | 11 septembre 1924  |
| 19   |          | Arturo Alessandri Palma (1868-1950)         | Coup d'État | 20 mars 1925      | 1er octobre 1925   |
| 20   |          | Emiliano Figueroa (1866-1931)               | 1925        | 23 décembre 1925  | 10 mai 1927        |
| 21   |          | Carlos Ibáñez del Campo (1877-1960)         | 1927        | 10 mai 1927       | 15 novembre 1931   |
| 22   |          | Juan Esteban Montero (1879-1948)            | 1931        | 15 novembre 1931  | 4 juin 1932        |
| –    |          | Arturo Pugo (1879-1970)                     | Coup d'État | 4 juin 1932       | 24 décembre 1932   |
| 23   |          | Arturo Alessandri Palma (1868-1950)         | 1932        | 24 décembre 1932  | 24 décembre 1938   |
| 24   |          | Pedro Aguirre Cerda (1879-1941)             | 1938        | 24 décembre 1938  | 25 novembre 1941 † |
| –    |          | Jerónimo Méndez (1887-1959)                 | Intérim     | 25 novembre 1941  | 2 avril 1942       |
| 25   |          | Juan Antonio Ríos (1888-1946)               | 1942        | 2 avril 1942      | 27 juillet 1946 †  |
| –    |          | Alfredo Duhalde (1898-1985)                 | Intérim     | 27 juin 1946      | 3 novembre 1946    |
| 26   |          | Gabriel González Videla (1898-1980)         | 1946        | 3 novembre 1946   | 3 novembre 1952    |
| 27   |          | Carlos Ibáñez del Campo (1877-1960)         | 1952        | 3 novembre 1952   | 3 novembre 1958    |
| 28   |          | Jorge Alessandri Rodríguez (1896-1986)      | 1958        | 3 novembre 1958   | 3 novembre 1964    |
| 29   |          | Eduardo Frei Montalva (1911-1982)           | 1964        | 3 novembre 1964   | 3 novembre 1970    |
| 30   |          | Salvador Allende (1908-1973)                | 1970        | 3 novembre 1970   | 11 septembre 1973  |
| 31   |          | Augusto Pinochet (1915-2006)                | Coup d'État | 11 septembre 1973 | 11 mars 1990       |
| 32   |          | Patricio Aylwin (1918-2016)                 | 1989        | 11 mars 1990      | 11 mars 1994       |
| 33   |          | Eduardo Frei Ruiz-Tagle (1942-)             | 1993        | 11 mars 1994      | 11 mars 2000       |
| 34   |          | Ricardo Lagos (1938-)                       | 1999        | 11 mars 2000      | 11 mars 2006       |
| 35   |          | Michelle Bachelet (1951-)                   | 2005        | 11 mars 2006      | 11 mars 2010       |
| 36   |          | Sebastián Piñera (1949-2024)                | 2009        | 11 mars 2010      | 11 mars 2014       |
| 37   |          | Michelle Bachelet (1951-)                   | 2013        | 11 mars 2014      | 11 mars 2018       |
| 38   |          | Sebastián Piñera (1949-2024)                | 2017        | 11 mars 2018      | 11 mars 2022       |
| 39   |          | Gabriel Boric (1986-)                       | 2021        | 11 mars 2022      | en fonction        |

## Liste des directeurs suprêmes
Avant 1826, le chef de l’exécutif portait le titre de Director Supremo. Ceux qui occupèrent cette fonction furent :
- Antonio José de Irisarri (intérim) 7 mars 1814 - 14 mars 1814
- Francisco de Lastra 14 mars 1814 - 23 juillet 1814
- Bernardo O'Higgins 16 février 1817 - 28 janvier 1823
- Ramón Freire 5 avril 1823 - 9 juillet 1826

NB : il exista parfois entre 1810 et 1826 un exécutif collégial (Junta de Gobierno)

## Liste des vice-présidents de la République (chef d'État par intérim)
- Francisco R. Vicuña (1829)
- Francisco Ruiz-Tagle (1830)
- F. Errázuriz (1831)
- Elías Fernández Albano (1910)
- Emiliano Figueroa (1910)
- Luis Altamirano (1924-1925)
- Emiliano Bello C. (1925)
- Pedro Opazo (1931)
- Manuel Trucco (1931)
- Carlos Dávila (1932)
- Guillermo Blanche (1932)
- Abraham Oyanedel (1932)
- Alfredo Duhalde (1946)